# Ollinsaari (ö i Lappland, Tornedalen)
Ollinsaari är en halvö i Finland. Den ligger i sjön Portimojärvi och i kommunen Övertorneå i den ekonomiska regionen  Tornedalens ekonomiska region  och landskapet Lappland, i den norra delen av landet, 700 km norr om huvudstaden Helsingfors.